# Agent autònom
Un agent autònom és un sistema d'intel·ligència artificial (IA) que pot fer tasques complexes de manera independent. Opera en nom d'un propietari, però sense cap interferència per par d'aquesta entitat propietària.

## Definicions
Hi ha diverses definicions d'agent autònom. Segons Brustoloni (1991):
| «             | "Els agents autònoms són sistemes capaços d'una acció autònoma i amb propòsit en el món real." | » |
| — Brustoloni, |                                                                                                |   |

Segons Maes (1995):
| «       | "Els agents autònoms són sistemes computacionals que habiten en un entorn dinàmic complex, perceben i actuen de manera autònoma en aquest entorn i, en fer-ho, aconsegueixen un conjunt d'objectius o tasques per a les quals estan dissenyats." | » |
| — Maes, | |   |

Franklin i Graesser (1997) revisen diferents definicions i proposen la seva definició:
| «                      | "Un agent autònom és un sistema situat dins d'un entorn i que en forma part, que detecta aquest entorn i hi actua, al llarg del temps, perseguint la seva pròpia agenda i per tal d'efectuar allò que detecta en el futur." | » |
| — Franklin i Graesser, | |   |

Expliquen que:
| «                      | "Els humans i alguns animals es troben a l'extrem superior de ser un agent, amb múltiples impulsos contradictoris, múltiples sentits, múltiples accions possibles i estructures de control complexes i sofisticades. A l'extrem inferior, amb un o dos sentits, una sola acció i una estructura de control absurdament simple, trobem un termòstat." | » |
| — Franklin i Graesser, | |   |

## Aspecte de l'agent
Lee et al. (2015) publiquen un problema de seguretat sobre com la combinació de l'aparença externa i l'agent autònom intern té un impacte en la reacció humana envers els vehicles autònoms . El seu estudi explora com l'agent d'aparença humana i un alt nivell d'autonomia estan fortament correlacionats amb la presència social, la intel·ligència, la seguretat i la confiança. En concret, l'aparença té un impacte més gran en la confiança afectiva, mentre que l'autonomia té un impacte més gran tant en el domini afectiu com cognitiu de la confiança, on la confiança cognitiva es caracteritza per factors basats en el coneixement i la confiança afectiva està en gran manera impulsada per les emocions.
Aquest agent és un sistema que forma part i està situat en un entorn tècnic o natural, que detecta qualsevol estat (o algun) d'aquest entorn, i actua sobre ell en la cerca dels seus propis objectius. Aquest programa es desenvolupa a partir d'unitats (o metes programades). L'agent actua per a canviar part de l'entorn o del seu estatus i influeix segons el que va percebre.
Exemples no biològics inclouen agents intel·ligents, robots autònoms, i diversos agents de programari, inclosos els agents d'intel·ligència artificial, i molts virus informàtics. Els exemples biològics encara no han estat definits.